# Phonapate nitidipennis
Phonapate nitidipennis is een keversoort uit de familie boorkevers (Bostrichidae). De wetenschappelijke naam van de soort werd in 1881 als Apate nitidipennis gepubliceerd door Charles Owen Waterhouse.